# تشارلز أ. سومنر
تشارلز أ. سومنر هو محامي وسياسي أمريكي، ولد في 2 أغسطس 1835 في غريت بارينغتون في الولايات المتحدة، وتوفي في 31 يناير 1903 في سان فرانسيسكو في الولايات المتحدة. نشط حزبياً في الحزب الديمقراطي. وقد انتخب عضو مجلس النواب الأمريكي ‏.